# Ричани
Ричани (чеш. Říčany) су град у Чешкој Републици, у оквиру историјске покрајине Бохемије. Ричани су у оквиру управне јединице Средњочешки крај, где припадају округу Праг-исток. Ричани су и једно од већих предграђа Прага.

## Географија
Ричани се налазе у средишњем делу Чешке републике. Град је удаљен од 20 km југоисточно од главног града Прага и представљају прво предграђе по изласку из града југоисточним правцем.
Град Ричани је смештен у области средишње Бохемије, која је брдског карактера. Надморска висина града је око 340 m.

## Историја
Насеље под данашњим називом први пут се у писаним документима спомиње 1289. године.
1919. године Ричани су постали део новоосноване Чехословачке. У време комунизма град је нагло индустријализован. После осамостаљења Чешке дошло је до наглог ширења насеља услед ширења градског подручја Прага.

## Становништво
Ричани данас имају око 14.000 становника и последњих година број становника у граду расте. Поред Чеха у граду живе и Словаци и Роми.

## Слике градских грађевина
- Масариков трг, главни у Ричанима
- Градска Црква св. Петра и Павла
- Остаци замка у Ричанима
- Јуречеков рибник, зелена зона града

## Партнерски градови
- Albertslund
- Whitstable